# Le Goût de la haine
Pour plus de détails, voir Fiche technique et Distribution.
Le Goût de la haine (Hejter) est un film dramatique polonais, réalisé par Jan Komasa et écrit par Mateusz Pacewicz, sorti en 2020. Il a remporté le prix du meilleur long métrage narratif international au Festival du film de Tribeca cette même année.

## Synopsis
Tomasz, un étudiant d'origine modeste, est expulsé de son université de Varsovie. Il trouve alors un emploi dans une agence chargée d'influencer l'opinion publique sur les réseaux sociaux, et compte bien utiliser cette position pour exprimer le ressentiment qu'il a accumulé contre la société et son entourage.

## Fiche technique
Sauf indication contraire, les informations mentionnées dans cette section peuvent être confirmées par les bases de données cinématographiques IMDb et Allociné,  présentes dans la section « Liens externes ».
- Titre original : Hejter
- Titre français : Le Goût de la Haine
- Réalisation : Jan Komasa
- Scénario : Mateusz Pacewicz
- Musique : Michal Jacaszek
- Sociétés de production : Naima Film
- Société de distribution : Kino Swiat, Player.pl, Netflix
- Pays de production :  Pologne
- Langues originales : polonais et anglais
- Genre : drame, thriller
- Durée : 136 minutes
- Dates de sortie :
  - Pologne : 6 mars 2020
  - Monde : 29 juillet 2020 (Netflix)

## Distribution
Sauf indication contraire, les informations mentionnées dans cette section peuvent être confirmées par les bases de données cinématographiques IMDb et Allociné,  présentes dans la section « Liens externes ».
- Maciej Musiałowski : Tomasz « Tomek » Giemza
- Vanessa Aleksander : Gabriela « Gabi » Krasucka
- Agata Kulesza : Beata Santorska
- Danuta Stenka : Zofia Krasucka
- Jacek Koman : Robert Krasucki
- Maciej Stuhr : Paweł Rudnicki
- Adam Gradowski : Stefan « Guzek » Guzkowski
- Wiktoria Filus : Une bénévole

## Production
Le tournage s'est déroulé du 28 octobre au 22 décembre 2018, principalement à Varsovie. Le Goût de la haine est considéré comme une suite (ou un spin-off) du précédent film de Jan Komasa: Suicide Room, sorti en 2011,.
Ce film a été comparé avec un évènement concomitant à sa production : trois semaines après la fin du tournage, Paweł Adamowicz, maire de la ville de Gdańsk en Pologne et homme politique libéral fréquemment ciblé par des cyberharceleurs, a été poignardé à mort lors d'un événement caritatif diffusé en direct.

### Assassinat de Paweł Adamowicz
Le 13 janvier 2019, Paweł Adamowicz, maire libéral de Gdańsk, situé dans le nord de la Pologne, est poignardé au cœur alors qu'il tenait un discours sur scène lors de l'événement caritatif du Grand Orchestre de Noël. Il est emmené au centre clinique universitaire de Gdańsk dans un état critique, où il subit une intervention chirurgicale durant cinq heures. Il succombe de ses blessures le lendemain. Le tueur présumé est un homme de 27 ans, très critique à l'égard du parti libéral dont Adamowicz était membre. La police a également déclaré qu'il était très actif sur les réseaux sociaux.
Le film établit des parallèles notables avec l'attaque d'Adamowicz. À l'instar du personnage fictif Rudnicki, Paweł Adamowicz était depuis longtemps la cible d'une intense campagne de haine alimentée par des politiciens issus de cercles d'extrême droite et nationalistes.

## Accueil

### Accueil critique
Le film a reçu un accueil positif de la part du public et de la presse. Ola Salwa déclare sur Cineuropa que « Le Goût de la haine est l'histoire passionnante d'un anti-héros et de la survie du plus apte ». Brian Tallerico fait l'éloge du « récit moralisateur intéressant » du film. Le New York Times et Variety ont accueilli positivement le film, déclarant que l’intrigue « intègre efficacement les préoccupations concernant la facilité avec laquelle les gens sont manipulés ».

### Distinctions
Le Goût de la Haine a été présenté en avant-première au festival du film de Tribeca, où il a remporté le prix du meilleur long métrage narratif international. Le jury était composé de professionnels du cinéma, dont Danny Boyle et William Hurt.